# Фэгэрашское викариатство
Фэгэрашское викариатство (Фэгэрашская епископия, рум. Episcopia Făgărașului) — титулярное викариатство Румынской православной церкви. Назван по городу Фэгэраш.
Фэгэрашская епископия была создана императором Карлом I с кафедрой в православной церкви святого Николая

## Епископы
- 3 октября 1921 — 26 августа 1922 — Иларион (Пушкариу)
- 22 декабря 1974 — 30 сентября 1985 — Лукиан (Флоря)
- 11 марта 1990 — 12 января 1994 — Серафим (Жоантэ)
- 15 августа 2008 — 5 февраля 2015 — Андрей (Молдован)
- c 7 июня 2015 года — Иларион (Урс)